# Akwá
Akwá, właśc. Fabrice Alcebiade Maieco (ur. 30 maja 1977 w Bengueli) – angolski piłkarz, kapitan reprezentacji Angoli, z którą w październiku 2005 roku wywalczył pierwszy w historii awans do Mistrzostw Świata. Grał w klubach portugalskich a później katarskich. W sierpniu 2007 roku powrócił do ojczyzny, by grać w barwach Petro Atlético Luanda. W 2009 roku zakończył tam karierę.